# Jambô
A Jambô é uma editora brasileira de literatura de fantasia, jogos de RPG e histórias em quadrinhos, localizada em Porto Alegre/RS e fundada por Guilherme Dei Svaldi e Rafael Dei Svaldi.
Após a saída do chamado Trio Tormenta da Editora Talismã, em 2005, foi a editora escolhida para dar continuidade à publicação do cenário Tormenta, tendo lançado naquele ano os livros básicos Tormenta: Guia do Jogador e Tormenta: Guia do Mestre, além do suplemento Academia Arcana. Novos suplementos para o cenário foram sendo lançados ao longo do anos, totalizando mais de trinta livros de RPG, incluindo a versão OGL do sistema básico, o Tormenta RPG, e duas reedições do mesmo. Além dos livros de RPG, a editora também tem uma série de publicações expandindo o cenário, com cinco romances, duas coletâneas de contos, três livros-jogos, diversas séries em quadrinhos e um jogo de videogame.
A Jambô também publica a versão atual de 3D&T o 3D&T Alpha, contando com mais de catorze títulos e três cenários: Mega City, Brigada Ligeira Estelar e uma própria versão de Tormenta específica para o sistema, chamada Tormenta Alpha .
Além desses títulos, a Jambô Editora também é responsável pela edição brasileira dos RPGs Reinos de Ferro, Porto Livre, Guerra dos Tronos, Mutantes e Malfeitores e Dragon Age. Desde 2007, é a editora que mais pública livros de RPG no Brasil.
Em 2009, entrou no mercado de livro-jogos, publicando a série Fighting Fantasy, que anteriormente era editado no Brasil pela Marques Saraiva, com o título Aventuras Fantásticas.
A Jambô Editora também publica quadrinhos de humor (como As Empoderadas, Lizzie Bordello e Quadrinhos Ácidos), ficção científica (como Projeto Ayla e A Batalha dos Três Mundos), mangás (como Ledd e a republicação da série Holy Avenger em formato de luxo) e fantasia (como Rat Queens e diversos quadrinhos relacionados ao cenário de Tormenta). Em 2017, conseguiu os direitos dos quadrinhos da editora americana Valiant, anteriormente publicados pela HQM Editora, tendo já publicado HQs dos personagens Faith, Bloodshot, Divinity, Ninjak e X-O Manowar.
Em 2016, a editora anunciou o retorno da Dragão Brasil através de uma campanha de financiamento recorrente. Os editores optaram por contar as edições a partir da última Dragão Brasil impressa lançada (Dragão Brasil 111). Desde então, a revista continua sendo lançada mensalmente, com mais de trinta edições lançadas.
Além da publicação dos romances relacionados a Tormenta, a Jambô Editora também publica romances de Dungeons and Dragons, já tendo publicado a Trilogia do Elfo Negro, que conta a história do personagem Drizzt Do'Urden e tendo anunciado os dois primeiros romances das Crônicas de Dragonlance, Tempo dos Gêmeos e Noite sem Estrelas, para 2019. A editora também já publicou O Trono Usurpado, romance que se passa no cenário de Dragon Age, o mesmo da franquia de videogames de mesmo nome da BioWare. Além destas linhas, a editora também conta com a republicação de uma obra literária de ficção científica, Espada da Galáxia, de Marcelo Cassaro.
Em 2019, a editora anunciou o selo Odisseias, com a proposta de viabilizar a autopublicação de autores com obras de fantasia, ficção histórica, ficção científica, terror, romance, policial e similares. Atualmente, o selo já tem publicada a duologia Passagem para a Escuridão, de Danilo Sarcinelli.
A sede da Jambô Editora fica situada no centro da cidade de Porto Alegre, Rio Grande do Sul, sendo a maior editora e loja de RPG do estado, além de uma das maiores lojas do gênero do Sul do país, contando com inúmeros títulos nacionais e importados, além de uma vasta linha de card games e jogos de miniaturas como Magic: The Gathering, Mage Knight e Pokemon Trading Card Game. Também conta com um acervo de quadrinhos, romances e acessórios para RPG, como dados multifacetados e contadores de vidro (para cardgames).